# Аохан
42°17′04″ пн. ш. 119°54′06″ сх. д. / 42.28431° пн. ш. 119.90166° сх. д.
Аохан (кит. 敖汉旗, пін. Áohàn Qí, трансліт. Aohan) — один із повітів КНР у складі префектури Чифен, Внутрішня Монголія. Адміністративний центр — містечко Сіньхуей.

## Географія
Аохан лежить на висоті понад 570 метрів над рівнем моря на півдні префектури. Північним кордоном повіту слугує річка Лаоха.

### Клімат
Хошун знаходиться у зоні, котра характеризується вологим континентальним кліматом з теплим літом. Найтепліший місяць — липень із середньою температурою 23 °C. Найхолодніший місяць — січень, із середньою температурою -11,6 °С.
| Клімат хошуну Аохан     | Клімат хошуну Аохан | Клімат хошуну Аохан | Клімат хошуну Аохан | Клімат хошуну Аохан | Клімат хошуну Аохан | Клімат хошуну Аохан | Клімат хошуну Аохан | Клімат хошуну Аохан | Клімат хошуну Аохан | Клімат хошуну Аохан | Клімат хошуну Аохан | Клімат хошуну Аохан | Клімат хошуну Аохан |
| Показник                | Січ.                | Лют.                | Бер.                | Квіт.               | Трав.               | Черв.               | Лип.                | Серп.               | Вер.                | Жовт.               | Лист.               | Груд.               | Рік                 |
| Середній максимум, °C   | −5                  | −0,9                | 6                   | 15,8                | 22,6                | 26,9                | 28,5                | 27,3                | 22,7                | 14,7                | 4,2                 | −2,8                | 13,3                |
| Середня температура, °C | −11,6               | −7,8                | −0,7                | 9,1                 | 16,1                | 20,9                | 23                  | 21,5                | 15,9                | 8,1                 | −1,9                | −9                  | 7                   |
| Середній мінімум, °C    | −17                 | −13,7               | −6,8                | 2,6                 | 9,5                 | 15                  | 18,1                | 16,2                | 9,8                 | 2,3                 | −7,2                | −14,2               | 1,2                 |
| Норма опадів, мм        | 1.5                 | 2.2                 | 8.5                 | 17.3                | 46.4                | 72.3                | 121                 | 82                  | 41.3                | 19.7                | 6.9                 | 2.2                 | 421.3               |
| Вологість повітря, %    | 46                  | 42                  | 40                  | 37                  | 43                  | 56                  | 70                  | 70                  | 58                  | 48                  | 47                  | 47                  | 50.3                |
| ----------------------- | ------------------- | ------------------- | ------------------- | ------------------- | ------------------- | ------------------- | ------------------- | ------------------- | ------------------- | ------------------- | ------------------- | ------------------- | ------------------- |
| Джерело: data.cma.cn    |                     |                     |                     |                     |                     |                     |                     |                     |                     |                     |                     |                     |                     |